# Timosinas beta

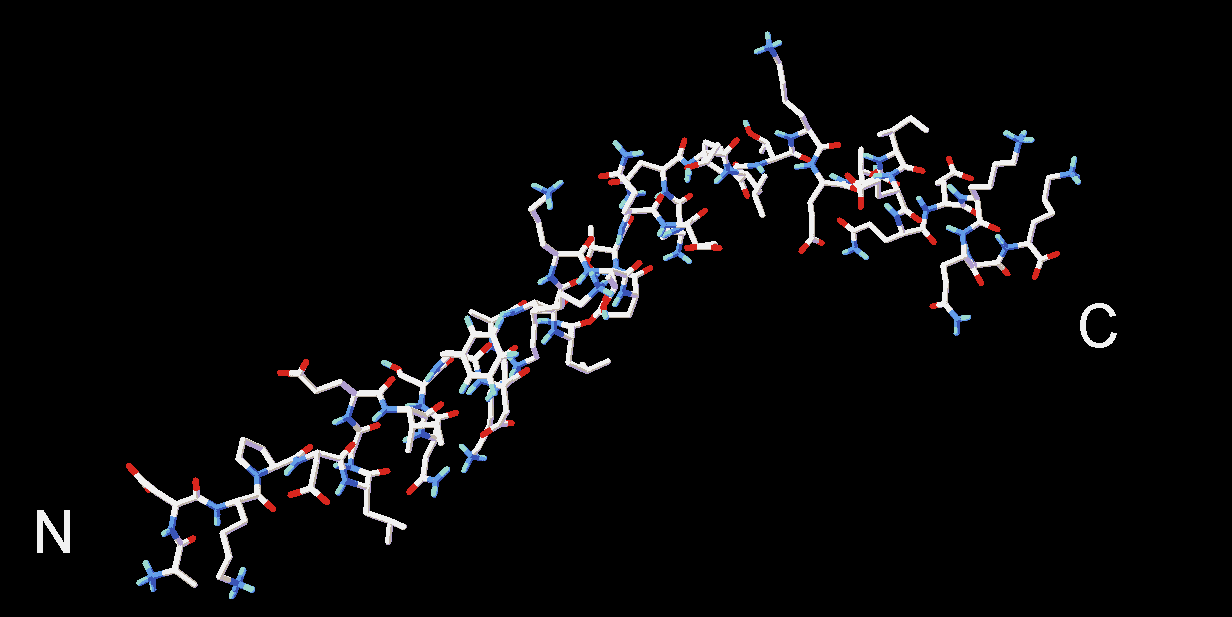
Estructura RMN de la timosina-β. Ambas la timosina α_{1} y la timosina-β son proteínas intrínsecamente no estructuradas, es decir, carecen de un pliegue estable cuando están libre en una solución acuosa. Esta estructura, mayoritariamente una hélice alfa, fue artificialmente estabilizada por un solvente orgánico. La timosina ilustrada, originalmente llamada β_{9}, es el ortólogo bovino de una β_{10} humana.

Las timosinas beta (o beta timosinas) son una familia de péptidos polares de 5 kDa que tienen en común una secuencia de entre 40 y 44 residuos de aminoacidos, y de las que se han descrito al menos 18, siendo la primera en aislarse la denominada β1, describiéndose las posteriores en orden cronológico de aislamiento.
De todas, la timosina β4 es considerada el péptido principal, debido a que representa aproximadamente entre el 70% y 80% del contenido total de beta timosinas, siendo un elemento de la familia de las proteínas secuestradoras de monómeros de actina. Son encontradas casi exclusivamente en animales multicelulares. La timosina β4 fue originalmente obtenida del timo en conjunto con diversas otras pequeñas proteínas que, a pesar de ser colectivamente llamadas "timosinas", se sabe actualmente que no están ni estructural ni genéticamente relacionadas, estando presentes en variados tejidos animales distintos.